# Papilio zelicaon
Papilio zelicaon is een vlinder uit de familie van de pages (Papilionidae). De spanwijdte bedraagt tussen de 70 en 90 millimeter.
Waardplanten van de rups zijn voornamelijk planten uit de schermbloemenfamilie en de wijnruitfamilie.
In het verspreidingsgebied, de westkust tot het midden van Noord-Amerika, is Papilio zelicaon vooral te vinden op ruig bergachtig terrein. De vlinder draagt daar de naam Anise Swallowtail.
Het mannetje vliegt vaak boven de top van een heuvel op zoek naar een vrouwtje. Het vrouwtje plaatst elk eitje op een andere plant.
De vliegtijd in het noordelijke deel van het verspreidingsgebied loopt van februari tot september met een piek tussen april en juni. In het zuidelijke deel kan de vlinder het gehele jaar worden aangetroffen.